# Plérin
Plérin település Franciaországban, Côtes-d’Armor megyében. Lakosainak száma 14 527 fő (2022. január 1.). Plérin Saint-Brieuc, Ploufragan, Trémuson és Pordic községekkel határos.

## Népesség
A település népességének változása:
| Lakosok száma | 8780 | 10 559 | 12 108 | 13 402 | 14 394 | 14 032 | 14 062 | 14 309 | 14 459 | 14 527 |
|               | 1968 | 1982   | 1990   | 2006   | 2013   | 2015   | 2017   | 2019   | 2020   | 2022   |